# فرودگاه چاتهام-کنت
فرودگاه چاتهام-کنت (به انگلیسی: Chatham-Kent Airport) یک فرودگاه همگانی با کد یاتا XCM است که یک باند فرود آسفالت دارد و طول باند آن ۱۵۲۴ متر است. این فرودگاه در کشور کانادا قرار دارد و در ارتفاع ۱۹۷ متری از سطح دریا واقع شده‌است.